# كيفن كير (لاعب هوكي الجليد)
كيفن كير هو لاعب هوكي الجليد كندي، ولد في 18 سبتمبر 1967.

## وصلات خارجية
- كيفن كير على موقع دوري الهوكي الوطني (الإنجليزية)
- كيفن كير على موقع EliteProspects.com (الإنجليزية)
- كيفن كير على موقع HockeyDB.com (الإنجليزية)